# Ежен Дюбуа
Марі Ежен Франсуа Тома Дюбуа (нід. Marie Eugène François Thomas Dubois; 28 січня 1858, Ейсден (англ.) Рос., — 16 грудня 1940, Хален) — нідерландський антрополог. Прославився тим, що в 1890 році [2] вперше знайшов останки викопного пітекантропа на острові Ява.

## Наукові відкриття
Дюбуа захоплюється ідеями Ернста Геккеля, що теоретично передбачив існування копалин форм, проміжних між людиною і людиноподібними мавпами. В 1887 у, вже бувши доктором медицини і природничих наук, він вирішує відмовитися від кар'єри і відправитися в Південно-Східну Азію на пошуки залишків забраклої ланки. Для цього йому довелося вступити на військову службу, в чині сержанта королівської колоніальної армії Нідерландів, що дозволяла відправиться на Суматру.
Півтора року він веде пошуки за рахунок своєї скромної платні, викроюючи час від обов'язків військового лікаря. Спочатку Дюбуа веде розкопки в печерах, за аналогією зі знахідками стоянок неандертальців в Європі. Він робить довгі переходи, досліджує безліч печер, проте не виявляє в печерних відкладеннях ні залишків «мавполюдей», ні навіть кам'яних знарядь або слідів стоянок.
Іноді він публікує звіти про свої палеонтологічні знахідки. Колоніальна адміністрація звернула увагу на його роботи і доручила йому палеонтологічні дослідження на Суматрі, в результаті він отримав кошти для ведення розкопок і зміг, нарешті, залишити військову службу.
В 1890 у він отримує дозвіл продовжити дослідження на острові Ява, де був знайдений людський череп. Оглянувши знахідку, Дюбуа з розчаруванням переконується в її відносно пізньому віці, проте його зацікавили умови залягання скам'янілості, знайденої в берегових відкладеннях озера. Надалі, Дюбуа проводить пошуки по берегах річок, іноді тут зустрічаються шари переповнені скам'янілими кістками вимерлих тварин. Він збирає багаті колекції залишків, які належать південному слону стегодона, буйволам лептобос, різноманітним оленям, гіпопотама, тапір,  носороговим, свині, гієні, леву, крокодилам тощо.

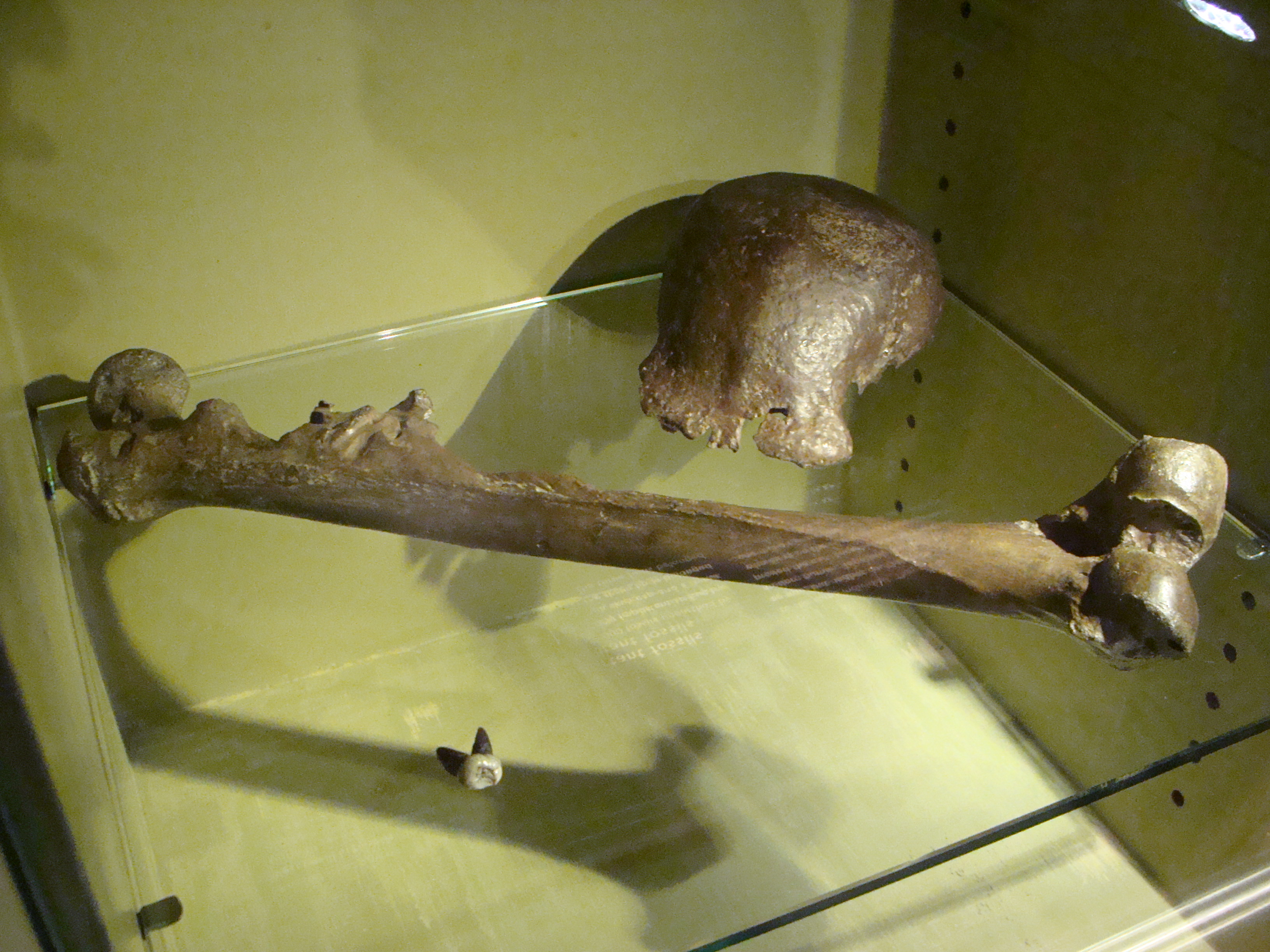
Pithecanthropus erectus, Ява, 1891-93

Нарешті у вересні 1891 року, в долині річки Бенгаван, недалеко від села Трин, він знаходить викопний зуб, одночасно схожий і на людський, і на зуб людиноподібної мавпи. Знахідка залягала в шарах, віком близько мільйона років. Ще два роки наполегливих розкопок дозволили виявити черепну кришку і гомілкову кістку.
Дюбуа довго міркував над знахідками: череп видавав виняткову примітивність істоти з Трин, але обсяг мозкової порожнини був значно більшим, ніж у будь людиноподібної мавпи, гомілкова кістка, мала характерні особливості, що говорили про прямоходіння її власника. Ретельні вимірювання і порівняння з аналогічними кістками людини і людиноподібних мавп переконали Дюбуа, що перед ним залишки проміжного виду, у будові якого перемішалися риси, характерні для антропоїда і людини. Дюбуа називає це істота Pithecanthropus erectus (мавполюдина прямоходяча), взявши запропоноване ще Ернстом Геккелем родову назву.
У 1894 році в Батавії виходить його добре ілюстрована книжка: «Pithecanthropus erectus eine menschenanliche ubergangsform aus Java» («мавполюдини прямоходяча, людиноподібна перехідна формам з Яви»).

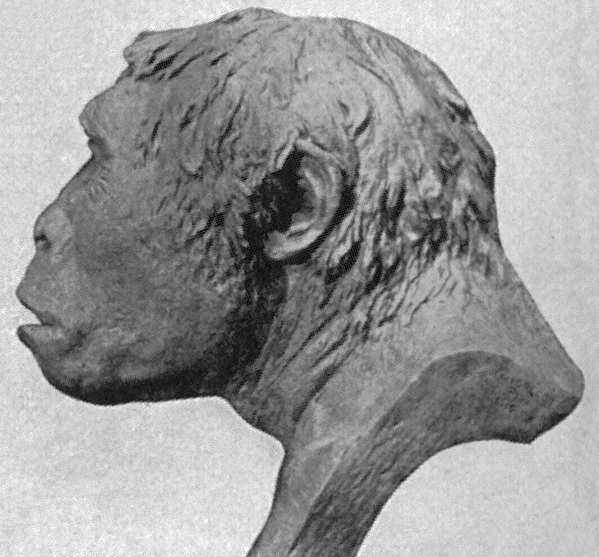
Пітекантроп (реконструкція)

У наступному року Дюбуа прибув до Європи, де його робота, і привезені копалини кістки пітекантроп а, викликала величезний інтерес і стала причиною довгих і палких суперечок. Дюбуа виступає перед антропологами і зоологами в різних містах Європи, демонструє свої знахідки, доводить свою правоту. Частина антропологів підтримують його точку зору, але інша частина, з досадою відмахується від доводів і вперто не бажає визнати обґрунтованість висновків про «забраклу ланку». У хід йдуть образи, його противники, під виглядом критики Дюбуа, здійснюють нападки на теорію Дарвіна.
Два роки веде вчений запеклий бій за пітекантропа. Нарешті змучений і принижений образами і нападками «колег», він робить несподіваний для всіх крок: в 1897 році здає кістки пітекантропа на зберігання спочатку в музей Тейлора, а потім у сховищі Лейденського музею. Двадцять п'ять років вони перебували в сейфі і Дюбуа нікому не дозволяв їх побачити. У цей час він не бере ніякої участі в наукових дискусіях, і здається, що доля відкриття стала йому байдужа.
В 1923 у, в Китаї були знайдені залишки іншого гомініда — синантропа; до цього часу багато противники Дюбуа остаточно скомпрометували себе небажанням брати очевидне, і Дюбуа повернувся з добровільного самітництва.
У 1938 році голландський палеонтолог Густав фон Кенігсвальд на Яві виявив залишки пітекантропа, що збереглися ліпше. Це зняло всі сумніви в його реальності.